# Westelijke vale spotvogel
De westelijke vale spotvogel (Iduna opaca synoniem: Hippolais opaca) is een zangvogel uit de familie van Acrocephalidae (rietzangers). Hoewel hij spotvogel wordt genoemd, lijkt hij meer op een kleine karekiet of een tuinfluiter.

## Verspreiding en leefgebied
De westelijke vale spotvogel broedt op het Iberisch Schiereiland en noordwestelijk Afrika. In de winter trekt hij naar de Afrikaanse savanne ten noorden van de evenaar in West- en Midden-Afrika.

## Taxonomie
De vale spotvogel is sinds de eeuwwisseling uit het geslacht Hippolais gehaald en geplaatst in het geslacht Iduna. Daarna is de soort gesplitst in twee soorten, de westelijke vale spotvogel (Iduna opaca) en de oostelijke vale spotvogel (Iduna pallida).

## Status
De grootte van de populatie is niet gekwantificeerd. De trend is negatief maar toch staat de westelijke vale spotvogel als niet bedreigd op de Rode Lijst van de IUCN.